# Jan Zamoyski

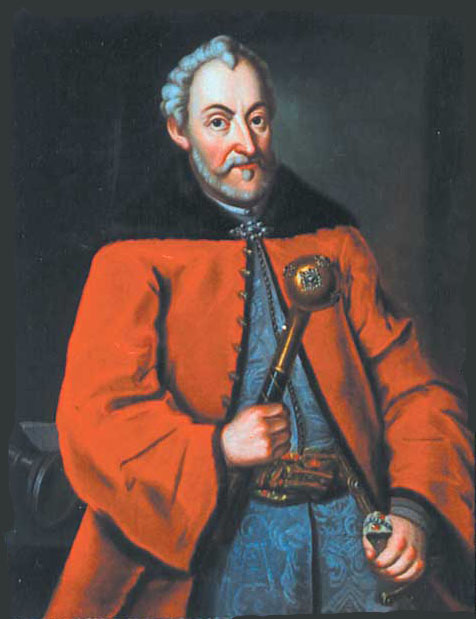
Jan Zamoyski als Kanzler und Hetman der polnischen Krone im Sarmatenkleid: ein blauer Żupan über dem er eine rote Delia trägt, in der rechten Hand ein Hetmansstab

Jan Zamoyski (* 19. März 1542 in Skokówka; † 3. Juni 1605 in Zamość) war ein polnischer Aristokrat, Magnat, Beamter im Staatsdienst, Staatsmann und Großhetman im polnischen Teil der I. Republik Polen-Litauen, außerdem zeitweise Rektor der Universität von Padua. Er stammte aus der Region um die später nach seinen Vorgaben errichtete und nach ihm benannten Planstadt Zamość aus einer calvinistischen Familie. Sein Vater Stanisław Zamoyski († 1572) war Kastellan von Chełm und Starost von Bels. Seine Mutter war Anna Zamoyska († vor 1554, geborene Herburt).
Zamoyski war ein Berater und Kanzler der Könige Sigismund II. August und Stephan Báthory und ein Hauptwidersacher von deren Nachfolger Sigismund III. Wasa. Zamoyski gehörte zu den erfahrensten und am besten gebildeten Diplomaten, Politikern und Staatsmännern seiner Zeit. Er blieb während seines gesamten Lebens eine der Hauptfiguren des politischen Lebens in Polen-Litauen. Unter seiner Ägide wurde das Haus Zamoyski zu einem der wichtigsten Magnatengeschlechter in der Aristokratischen Republik.

## Leben

### Die frühen Jahre: Der königliche Verfechter

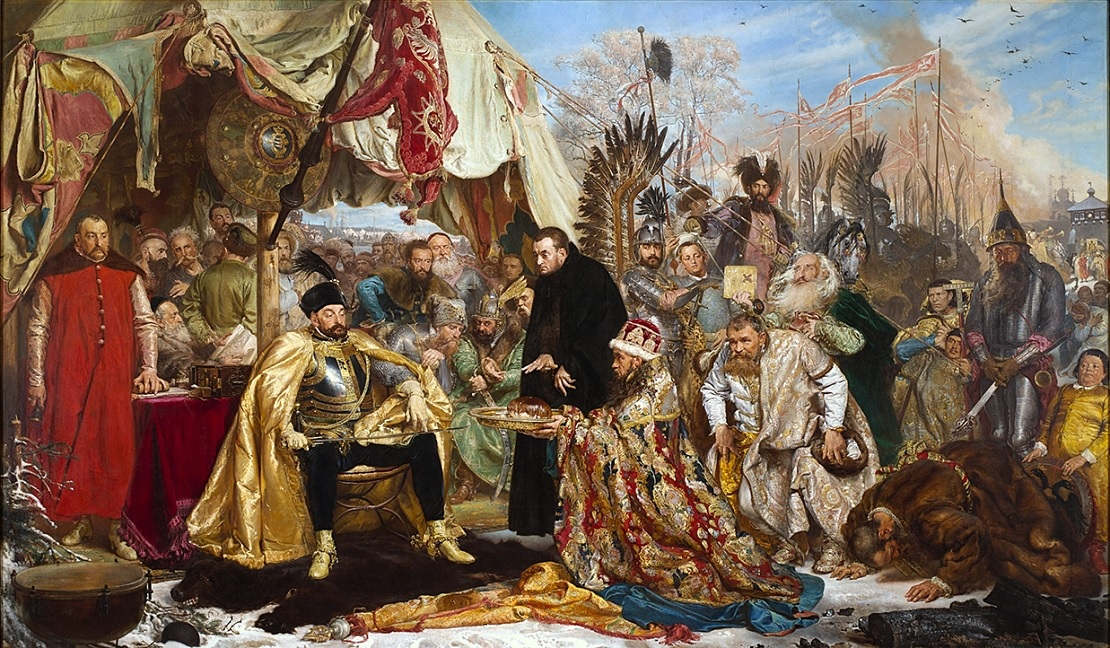
Das Historiengemälde „König Stephan Báthory bei Pleskau“ des Malers Jan Matejko aus dem Jahr 1872 zeigt, wie Báthory von den Bojaren von Pskow, zur Zeit des Livländischen Krieges, die traditionelle Willkommensgabe von Brot und Salz als Zeichen der Kapitulation der Stadt entgegennimmt, die in Wahrheit nie erfolgte. Hinter dem König stehend Kanzler Jan Zamoyski im roten Gewand.

Jan Zamoyski studierte an den Universitäten von Paris und Padua, deren Rektor 1563 er bereits mit 21 Jahren wurde und entdeckte seine Liebe für die Politik. Nachdem er nach Polen zurückgekommen war, wurde er zum Sekretär des Königs Sigismund II. August ernannt. Er schrieb 1563 De Senatu Romano, eine Broschüre über die Regierungsform im antiken Rom, in der er versuchte, die konstitutionellen Grundregeln des Republikanischen Roms auf die sich konstituierende polnisch-litauische Adelsrepublik anzuwenden.
Nach dem Aussterben der Jagiellonen im Mannesstamm, nutzte er 1572 seinen Einfluss während des Wahlsejms, um die Viritimwahl (alle Adeligen Polen-Litauens hatten das Recht den König zu wählen) und das Stimmenmehrheitverfahren durchzusetzen. Während dieser Zeit schrieb er über den Modus electionis. Er war ein Freund von Mikołaj Sienicki und Hieronim Ossoliński. Er wurde bald der wichtigste Führer der Exekutionsbewegung, der Partei des mittleren Adels (Szlachta). Er war so einflussreich, dass diese Gruppe später „Zamojczycy“ gerufen wurde.
Zamoyski war gegen zu großen Einfluss der Magnaten, die den polnisch-litauischen Thron einem Mitglied der österreichischen Linie der Habsburger anbieten wollten. Er unterstützte die Wahl Heinrichs von Valois zum König („Präsident“) der I. Republik. Während der Königswahl des Jahres 1575 war er einer der Befürworter des dem Haus Habsburg feindlich gesinnten Stephan Báthory. Zu dieser Zeit war er einer der einflussreichsten Politiker im Land, in dem er zusätzlich den Rang des Großkanzlers und Großhetmans der polnischen Krone innehatte. Er wurde bald einer der reichsten polnischen Magnaten. Er unterstützte eine gegen die Habsburger und die Osmanen gerichtete Politik des neuen Königs Báthory. Er nahm an dessen Krieg gegen das Zarentum Russland während des Livländischen Krieges teil.

### Die späteren Jahre: In Opposition zum Königshaus
Nach dem Tod Königs Báthory im Jahr 1586 half Zamoyski Sigismund III. Wasa den polnischen Thron zu besteigen. Im kurzen Bürgerkrieg kämpfte er gegen einen Teil der adelsrepublikanischen Magnaten, die Erzherzog Maximilian von Habsburg auf dem polnischen Thron sehen wollten. In der Schlacht bei Byczyna wurde dieser und seine polnische Gefolgschaft 1588 besiegt. Maximilian geriet in Zamoyskis Gefangenschaft und verzichtete später auf seine Ansprüche auf den polnischen Thron.

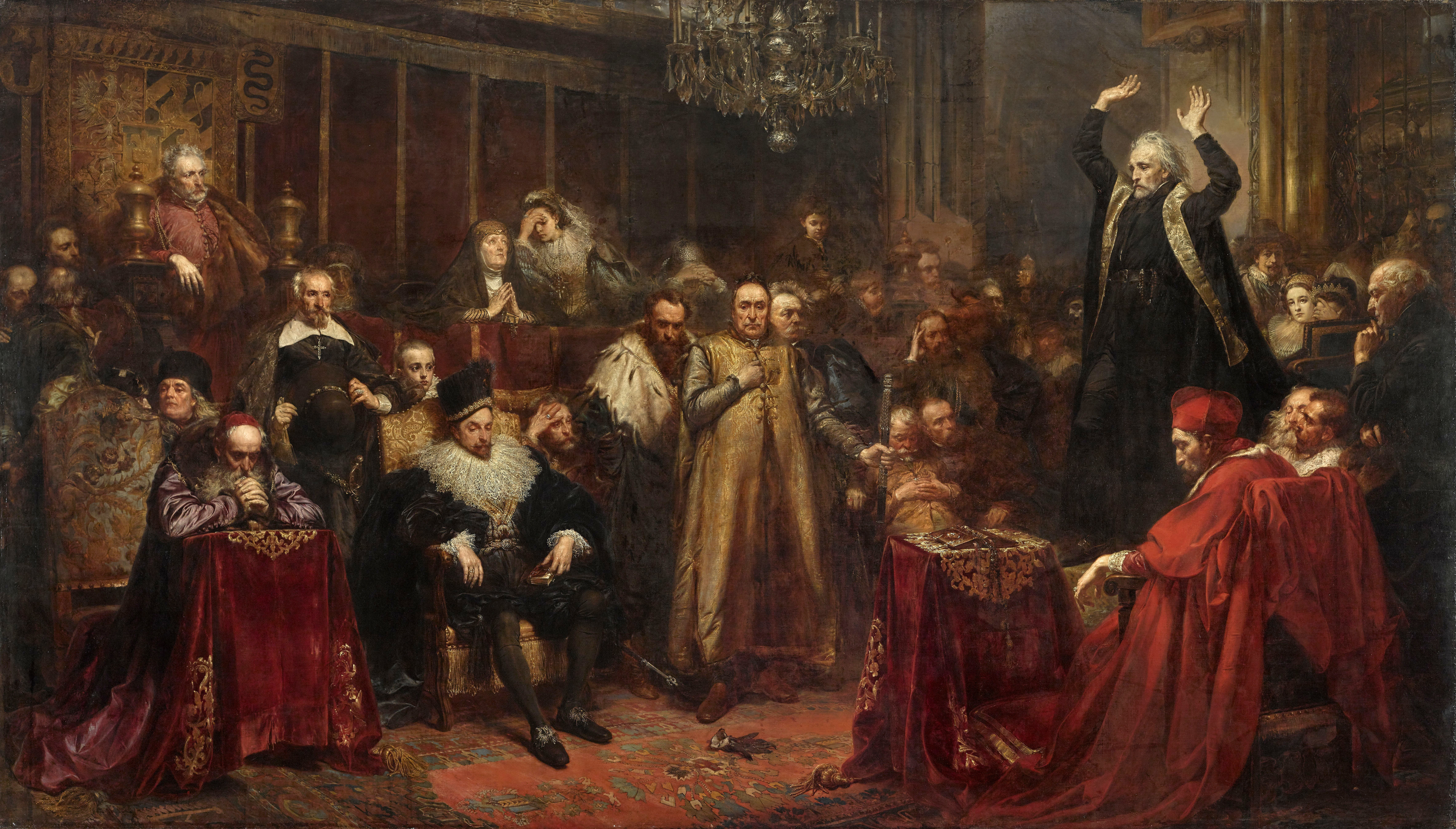
Das Historiengemälde „Skargas Predigt“ des Malers Jan Matejko aus dem Jahr 1862 zeigt Jan Zamoyski als polnischen Kanzler im Sejm über dem König Sigismund sitzend.

Mit dem Beginn der Herrschaft von Sigismund III. Wasa ging Zamoyski in Opposition zum Königshaus, obwohl er einst ein Verfechter der ersten Wahlkönige war. Er stellte sich gegen die Absichten des Königs, die Aristokratische Republik in eine absolute Monarchie umzuwandeln. König Sigismund verband sich außenpolitisch mit dem Haus Habsburg und anderen gegenreformatorischen Kräften in Europa, um mit deren Hilfe den schwedischen Thron zurückzuerlangen. Der neue König fürchtete die Macht des einflussreichen Kanzlers, aber aufgrund der adelsrepublikanischen Gesetze war er nicht imstande ihn seiner Ämter zu entheben. Im Gegenzug behandelte Zamoyski den König als bloße Schachfigur im Machtgefüge der Adelsrepublik und ignoranten Ausländer. In Opposition zum König befürwortete Zamoyski religiöse Toleranz entgegen der zunehmenden Macht der Römisch-Katholischen Kirche und der Jesuiten in Polen. Er warnte davor, die Adelsrepublik in nutzlose dynastische Kriege mit dem Königreich Schweden zu stürzen, besonders im Angesicht der bedrohlichen Lage an den Grenzen zum Osmanischen Reich. Seine Politik verhinderte entgegengesetzt zu den gesellschaftlich-politischen Abläufen im restlichen Europa die Errichtung einer Absoluten Monarchie in Polen. Ein offener Konflikt zwischen dem König und dem Kanzler brach während des Sejms von 1592 aus, als Zamoyski herausgefunden hatte, dass König Sigismund plante, die polnische Krone dem Haus Habsburg zu überlassen, das ihn im Gegenzug bei der Zurückerlangung der schwedischen Krone unterstützen sollte. Zamoyski gelang es nicht den König Sigismund zu entmachten, gewann aber freie Hand in der Moldaukampagne, deren Pläne bereits zur Zeit Königs Báthorys erarbeitet wurden.

### Kampf um die Donau-Fürstentümer und Krieg gegen Schweden

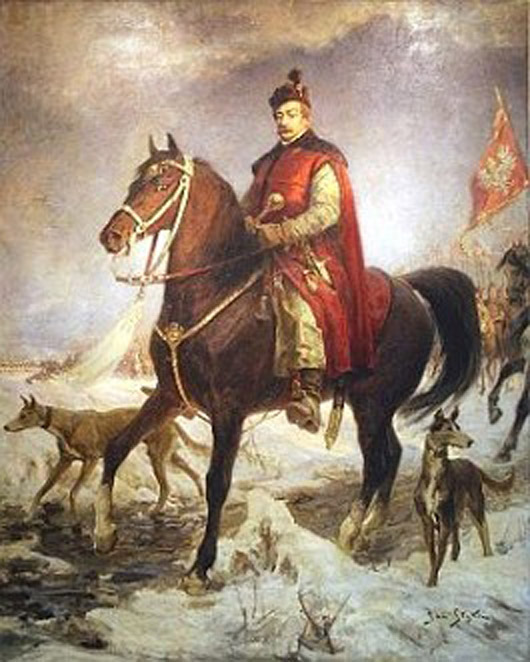
Jan Zamoyski zu Pferd, als Großhetman der polnischen Krone, das Symbol der Hetmanswürde in der rechten Hand haltend, den Hetmansstab.

Zamoyski griff in die internen Angelegenheiten der Donaufürstentümer ein und verhalf militärisch dem Hospodar Ieremia Movilă (polnisch„Jeremi Mohyła“) 1595 zur Herrschaft im Fürstentum Moldau. Im Jahr 1600 kämpfte er gegen Michael „den Tapferen“ (polnisch „Michał Waleczny“), den Hospodar der Walachei, der kurz zuvor das Fürstentum Siebenbürgen und das Fürstentum Moldau unterwarf und durch die kurzzeitige Vereinigung der drei Fürstentümer zum Nationalmythos des Staates Rumänien wurde. Er besiegte ihn im gleichen Jahr in der Schlacht bei Bucov, im heutigen Kreis Prahova, und setzte den entmachteten Ieremia Movilă erneut auf den Fürstenthron der Moldau, während sein Bruder, Simion Movilă (polnisch „Szymon Mohyła“), die Walachei zuerkannt bekam. Hierdurch dehnte Zamoyski den Einfluss Polen-Litauens bis an die untere Donau aus und setzte damit die Grundlage der späteren kriegerischen Verwicklungen der Aristokratischen Republik mit dem Osmanischen Reich (Osmanisch-Polnischer Krieg 1620–1621), das diese Fürstentümer zu seinem Einflussgebiet zählte.
Er nahm am Schwedisch-Polnischen Krieg 1600–1629  teil, in dem er ab 1600 die polnischen Truppen in Livland (polnisch „Inflanty“) kommandierte. Er eroberte einige Festungen von den Schweden zurück und nahm 1601 Wolmar und Fellin und 1602 Biały Kamień im heutigen Estland ein. Er gab kurz darauf sein Kommando aufgrund seiner schlechten Gesundheit, die durch den Krieg verschlimmert worden war, ab.

## Staatsdienst und Nachlass
Zamoyski war von 1576 bis 1578 Kanzler und ab 1578 Großkanzler der polnischen Krone. Ab 1581 war er Großhetman der polnischen Krone sowie bereits ab 1566 auch königlicher Berater und Sekretär. Er war Starost von Bels, Międzyrzecz, Krzeszów am San, Knyszyn, Tartu sowie „Generalstarost“ von Krakau in den Jahren 1580 bis 1585. Er gründete 1580 die nach ihm benannte Stadt Zamość. Aufgrund seiner bedeutenden Stellung im polnisch-litauischen Staat wurde er sehr reich – er besaß 24 Städte, darunter Tomaszów Lubelski und 816 Dörfer (ca. 6.400 km²). Als Pächter der königlichen Domänen in lebenslanger Nutzung war er Herr über weitere 35 Städte und 1024 Dörfer (etwa 11.100 km²). Sein damaliges Jahreseinkommen wird heute auf bis zu 700.000 Złoty geschätzt. Er unterhielt außerdem eine Privatarmee, die etwa 6.000 Mann zählte. Im Jahr 1595 gründete er die Zamoyski-Akademie (polnisch Akademia Zamojska), die bis 1784 existierte.

## Ehen und Nachkommen
Seine erste Ehegattin war Anna Zamoyska († 1572), geborene Ossolińska. 1577 heiratete er Krystyna Zamoyska († 1580), eine geborene Prinzessin Radziwiłł. Seine dritte Ehefrau wurde ab 1583 Gryzelda Zamoyska († 1590), eine geborene Prinzessin Báthory, die Nichte des polnischen Königs. 1592 heiratete er Barbara Zamoyska († 1610), geborene Tarnowska, ein. Aus dieser Ehe entsprang der Sohn Tomasz Zamoyski (1594–1638), polnischer Magnat und Staatsmann.

## Zitat
- In Latein: Rex regnat, sed non gubernat![5] (Auf Deutsch: Der König regiert, aber er herrscht nicht!)